# Heike Troles
Heike Troles (* 23. Januar 1969 in Grevenbroich) ist eine deutsche Politikerin (CDU). Sie ist seit 2017 Abgeordnete im Landtag von Nordrhein-Westfalen.

## Leben
Troles hat zwei Geschwister und wuchs in Frimmersdorf auf. Nach der Erlangung der Fachoberschulreife 1985 absolvierte sie eine dreijährige Ausbildung zur Bürokauffrau, die sie 1988 abschloss. Im Anschluss war sie bis 2004 bei einem Autohaus angestellt, nach einer Fortbildung ab 1995 als Bilanzbuchhalterin in Mönchengladbach. Von November 2004 bis Mai 2017 war Troles Geschäftsführerin der CDU-Fraktion im Rat der Stadt Grevenbroich.
Heike Troles ist verheiratet und hat zwei Söhne.

## Politik
Troles trat 2002 in die CDU ein und ist seit 2017 stellvertretende Vorsitzende des CDU-Kreisverbandes Rhein-Kreis Neuss. Sie ist seit 2004 Mitglied des Rates der Stadt Grevenbroich und dort seit 2009 Vorsitzende des Jugendhilfeausschusses.
Bei der Landtagswahl 2017 wurde Troles als Abgeordnete in den Landtag von Nordrhein-Westfalen gewählt. Sie gewann das Direktmandat im Wahlkreis 45 (Rhein-Kreis Neuss II) mit 42,2 % der Erststimmen. Sie ist ordentliches Mitglied im Ausschuss für Familien, Kinder und Jugend sowie im Ausschuss für Schule und Bildung. Darüber hinaus ist sie Sprecherin der CDU-Landtagsfraktion im Ausschuss für Frauen und Gleichstellung. Bei der Landtagswahl 2022 kandidierte sie für das Direktmandat im Wahlkreis 46 (Rhein-Kreis Neuss II), das sie mit 42,5 % der Erststimmen gewann.